# Jonathan Hawkins
Jonathan Hawkins (* 1. Mai 1983 in Consett) ist ein englischer Schachspieler.
Die britische Meisterschaft konnte er 2015 in Coventry gewinnen.
Im Jahre 2010 wurde ihm der Titel Internationaler Meister (IM) verliehen, 2014 der Titel Großmeister (GM).
| Hier fehlt eine Grafik, die leider im Moment aus technischen Gründen nicht angezeigt werden kann. Wir arbeiten daran! |

## Veröffentlichungen
- From Amateur to IM, 2012, ISBN 978-1-936277-40-7